# Los Torres (Granada)
Los Torres es una localidad y pedanía española perteneciente al municipio de Castril, en la provincia de Granada, comunidad autónoma de Andalucía. Está situada en la parte suroccidental de la comarca de Huéscar. A tres kilómetros del límite con la provincia de Jaén, cerca de esta localidad se encuentran los núcleos de Cebas, Manuel Díaz, Cañadas y Tala Bartolo.